# Street Fighter II – The Animated Movie
Street Fighter II – The Animated Movie (jap. ストリートファイターII MOVIE, Sutorīto Faitā II Movie) ist ein Anime-Film, der auf den Konsolenspielen der „Street Fighter II“-Reihe, der Firma Capcom basiert. Der 1994 in Japan veröffentlichte Film entstand unter der Regie von Gisaburo Sugii im Animationsstudio Group TAC und wird dem Seinen- sowie dem Sentai-Genre zugeordnet.

## Handlung
Unter der Führung von Bison hat sich die Untergrundorganisation „Shadowlaw“ durch Terrorismus, Drogen- und Waffenhandel sehr viel Einfluss und Macht gesichert und arbeitet nun auf die Präsidentschaft in den Vereinigten Staaten hin. Um noch mehr Macht zu erlangen, versucht Shadowlaw die weltbesten Kämpfer zu rekrutieren und setzt hierfür weltweit menschlich aussehende Monitor-Cyborgs ein, die nach solchen Kämpfern suchen sollen. Ihr primäres Ziel ist Ryu, ein Martial-Arts-Kämpfer, der den thailändischen Muay-Thai-Kämpfer Sagat und Bisons rechte Hand, besiegt hat.
Der Vagabund Ryu zieht auf der Suche nach ständig neuen Herausforderungen zu Fuß durch die Welt und erschwert es dadurch Shadowlaw, ihn zu finden. Zur selben Zeit versuchen Chun-li, eine Agentin von Interpol, und Captain Guile, Offizier der US-Luftwaffe, Shadowlaw und Bison aufzuspüren. Beide haben auch persönliche Motive, da Bison für den Tod von Chunlis Vater und Guiles besten Freund verantwortlich ist. Als ein Cyborg einen Streetfight von Ken Masters gegen T. Hawk aufzeichnet und Bisons Wissenschaftler herausfindet, dass Masters kämpferische Fähigkeiten denen von Ryu gleichen, beschließt Bison, ihn für Shadowlaw zu rekrutieren. Ken Masters ist inzwischen ein großer Champion im Freestyle-Wrestling und war vor vielen Jahren Ryus Trainingspartner und Freund im selben Dōjō. Obwohl der Kampfstil beider völlig identisch erscheint, war Ryu der einzige, der Ken Masters bislang besiegen konnte. Währenddessen sind Bisons Cyborgs weiterhin auf der Suche nach Streetfightern und beobachten verschiedene Kämpfer und Kämpfe: Dee Jay, Dhalsim und Honda sowie Zangief und Blanka.
Guile und Chunli haben sich derweil angefreundet und wollen nun gemeinsam gegen Shadowlaw vorgehen. Bison erfährt von Chunlis Einsatz für Interpol und setzt seinen psychopathischen Killer Vega auf sie an. Chunli besiegt diesen, wird aber schwer verletzt und von Guile in ein Krankenhaus gebracht.
Bison will Ken zwingen, ihm zu dienen, doch er weigert sich. Im folgenden Kampf setzt Ken zwar sein Hadou-Ken ein, unterliegt jedoch Bisons Psychopower und wird von ihm mit Leichtigkeit besiegt. Bison macht ihn dieser mittels einer Gehirnwäsche gefügig. Währenddessen hat sich Ryu nach einem Kampf gegen Fei-long bei dem früheren Sumoringer Honda auf einen Berg zurückgezogen. Inzwischen ist Interpol durch Kens Entführung auch auf Ryu gestoßen und findet diesen auf Hondas Berg. So muss Bison Guile dorthin nur noch folgen. In den folgenden Endkämpfen trifft Guile erfolglos auf Bison und Honda sieht sich Bisons Boxerrekrut Balrog gegenüber, während Ryus Gegner sein von Bison manipulierter Freund Ken ist. Alte Erinnerungen an die Freundschaft zu Ryu heben jedoch Kens Gehirnwäsche langsam auf und sie bekämpfen Bison gemeinsam. Dieser kämpft nun ohne Psychopower und Ryu und Ken können Bison schließlich mit einem gemeinsamen Hadou-Ken vernichten. Das US-Militär zerstört währenddessen die Basis von Shadowlaw.

## Kritiken
„For fans of the bestselling video game, Street Fighter II has everything – all the characters [...] with their notorious “special powers”, plus all the exotic locations from China to Las Vegas. Most importantly, it has all the pace and excitement of the game, so that the many fight sequences never get boring. This will be Manga’s biggest blockbuster, and deservedly so.
(Für Fans des Bestseller-Videospiels hat Street Fighter II alles – alle Figuren mit ihren berühmten „Spezialkräften“ und all die exotischen Schauplätze von China bis Las Vegas. Und am wichtigsten, er hat das ganze Tempo und den Reiz des Spiels, sodass die vielen Kampfsequenzen nie langweilig werden. Dies wird der größte Blockbuster von Manga [Name des engl. Herausgebers], und das zu Recht.)“

## Hintergrund
- Capcom veröffentlichte zahlreiche Street Fighter Konsolenspiele, die eine Reihe wiederkehrender Spielcharaktere beinhalten. Jeder dieser Charaktere wurde mit einem fiktiven persönlichen Hintergrund versehen.

- Neben Street Fighter II – The Animated Movie, der auch auf Deutsch veröffentlicht wurde, erschienen zwei weitere Filme mit den Titeln Street Fighter Alpha und Street Fighter Zero 2 (Street Fighter Alpha: Generations) sowie eine Anime-Fernsehserie mit dem Titel Street Fighter II V.